# 長沙大学
長沙学院（英語: Changsha University）は、中国湖南省長沙市開福区に本部を置く中国の公立大学。1970年創立、2004年大学設置。
大学の略称は長大。2019年10月時点では、学校の面積は133万平方メートル、建築面積は31万平方メートル、生徒数約14,333人、教職員1,118人。

## 略歴

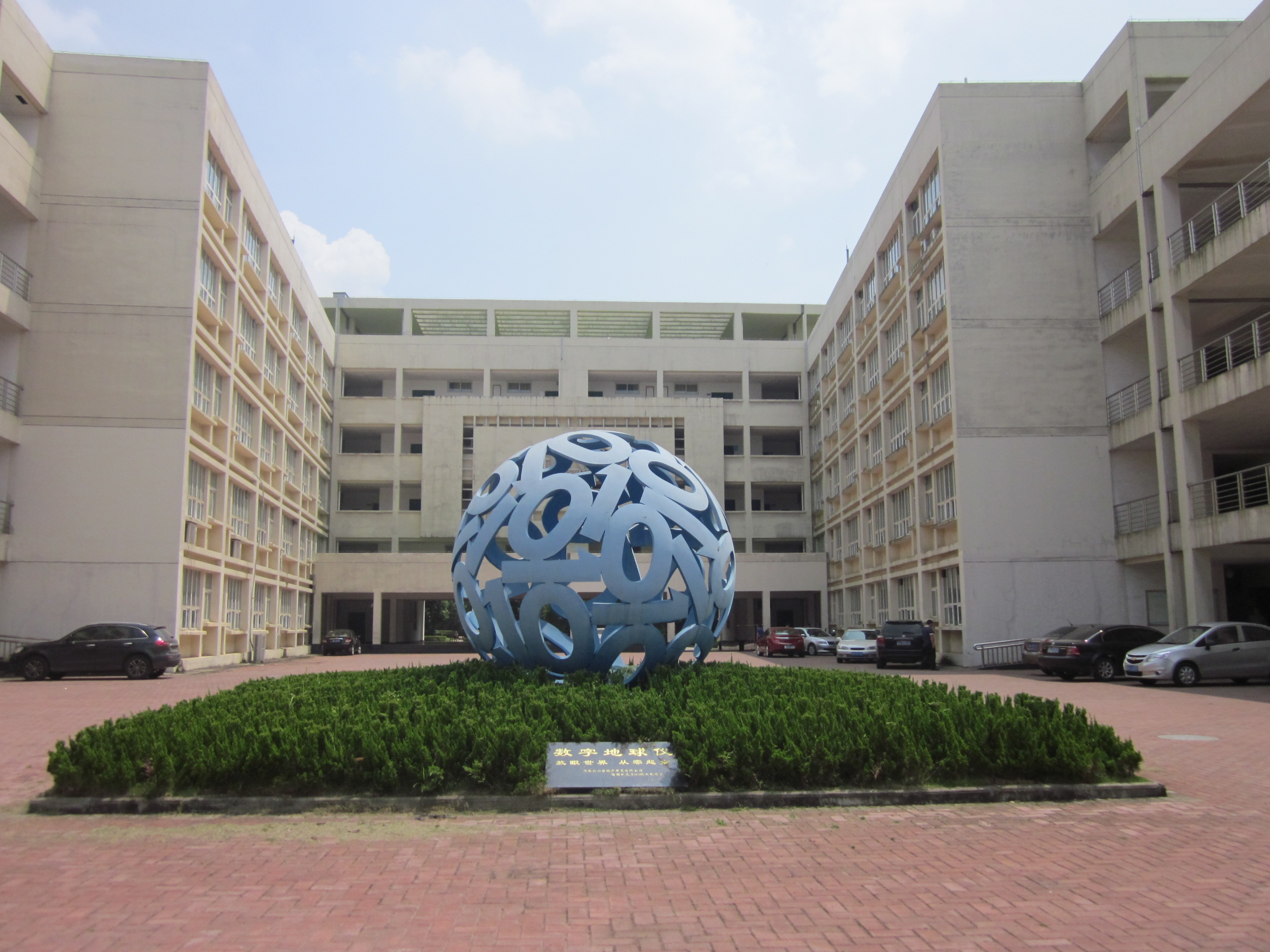
校舎

1970年11月、長沙大学の起源となる湘江師範を湖南省人民政府が設立。長沙職業技術師専·湘江師範·長沙大学が合併し「新長沙大学」設立。

## 基礎データ
- 所在地
  - 長沙市開福区

- 校訓
  - 「力学篤行」

- 校歌
  - 「長沙大学校歌」。李峻作詞·徐楽華作曲。

## 組織

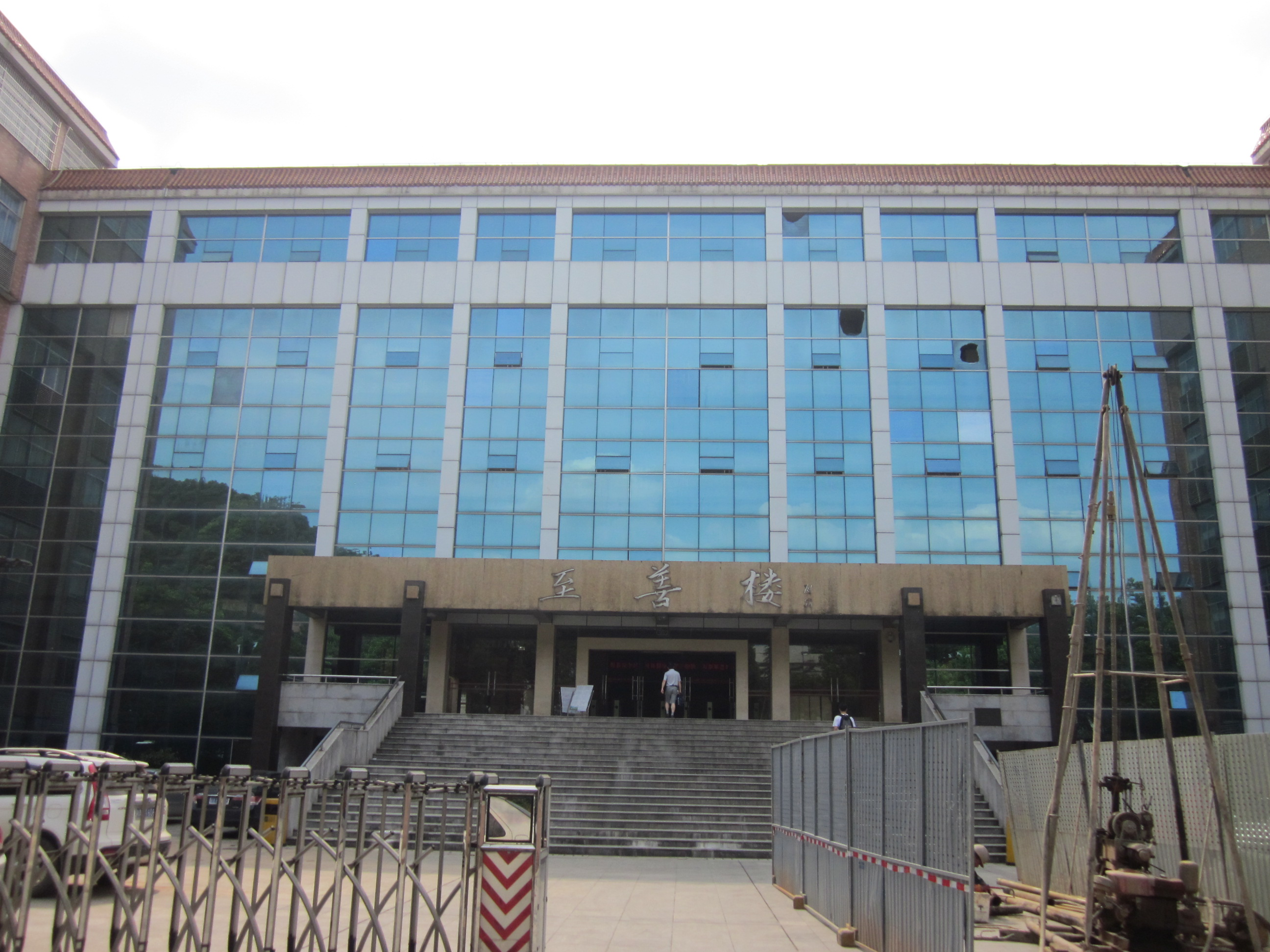
至善楼

「学院」も「系」も日本の大学の学部にほぼ相当する。「学部」は「学院」と「系」の上の編成で、実体はなく、日本の「学部」とは位置付けが異なっている。妙訳がないのでそのまま記す。
- 土木·建築工程系
- 機電工程系
- 数学·計算機科学系
- 電子信息·電気工程系
- 生物·環境工程系
- 政法系
- 外語系
- 経済·管理系
- 音楽系
- 設計芸術系
- 中文·影視傳播系

## 附属機関

### 附属図書館

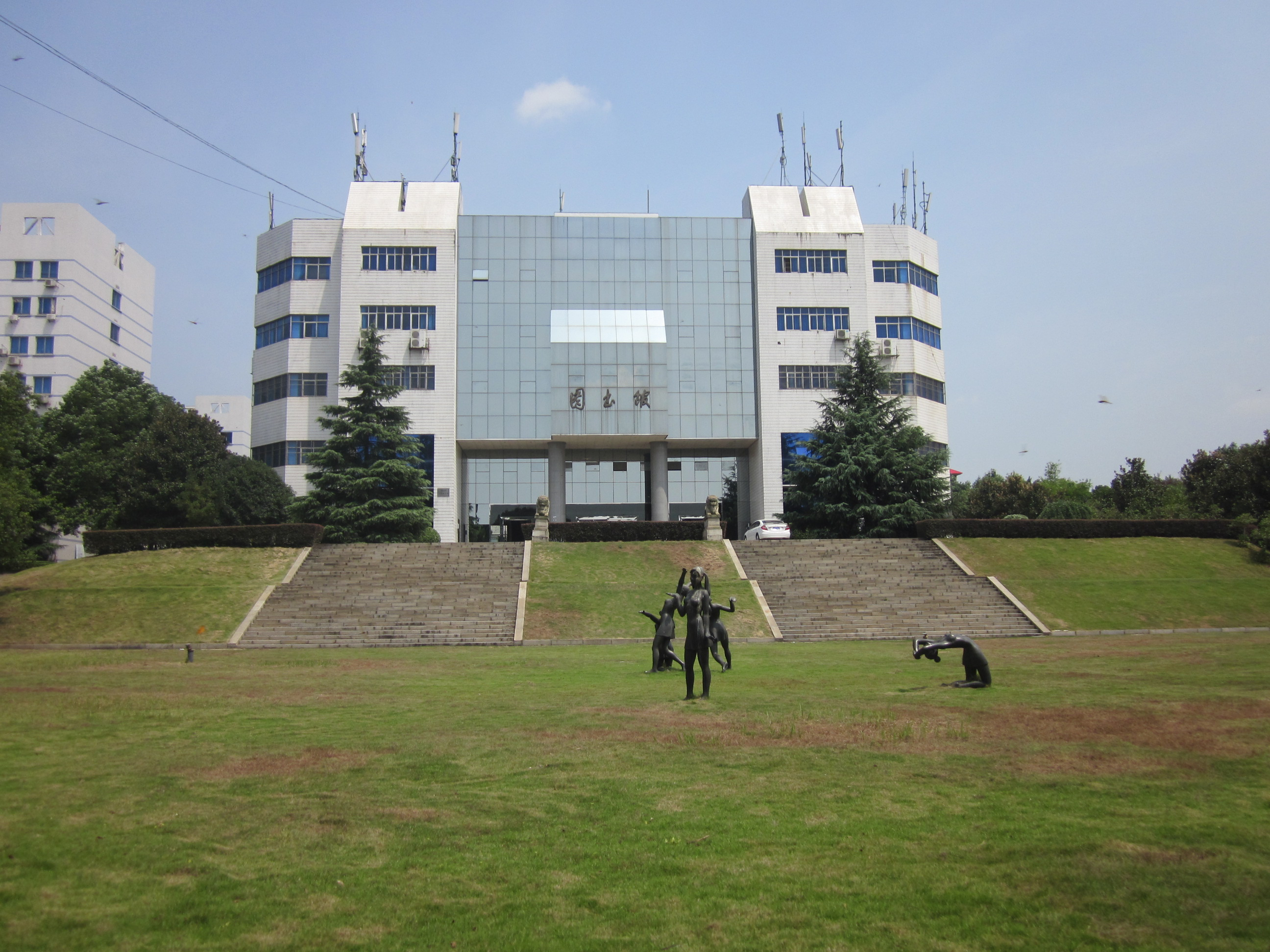
長沙大学図書館

長沙大学図書館、蔵書数は全館合計で約129万冊

## 大学の人物一覧

### 教授
- 学長：楊小雲
- 党委書記：韋成龍

### 卒業生
- 郭上江：湖南大学教員
- 鄭采星：湖南大学教員
- 徐曉鶴：作家
- 劉斯奇：中国科学院教授
- 郭宇騫：シンガポール南洋理工大学研究者
- 劉自力：生物専家
- 閻奇武：中南大学教員
- 李适時：第十二届全国人民代表大会委員
- 虢正貴：湖南省人民政府副秘書長
- 楊懿文：長沙県人民政府県長·県委書記
- 袁建繞：湖南省省委委員、省長助理
- 張迎春：長沙市委委員、長沙市政府副市長
- 王清政：長沙市雨花区委常委、紀委書記
- 王劍平：湖南省政協委員
- 李卓民：長沙市体育局党委書記、局長

## 対外関係
2013年5月現在、全部で4国8大学・機関と交流協定を結んでいる。
- アメリカ合衆国
  - en:Arkansas State University
  - en:Liberty University
  - en:Harding University
  - en:Lorain County Community College
- カナダ
  - ビクトリア大学 (カナダ)
- 日本
  - 同志社大学
  - 九州産業大学
- 韓国
  - 白石大学校